# Campo (Californie)
Pour les articles homonymes, voir Campo.
La ville de Campo est une zone non-incorporée dans le comté de San Diego, en Californie (États-Unis). Elle compte 3 251 habitants.

## Démographie
| 2000  | 2010  | - | - | - | - |
| ----- | ----- | - | - | - | - |
| 1 992 | 2 684 | - | - | - | - |

## Tourisme
Au sud de Campo, près de la frontière mexicaine, se trouve le départ du Pacific Crest Trail, un sentier de grande randonnée qui traverse le pays jusqu'au Canada.